# Limerick

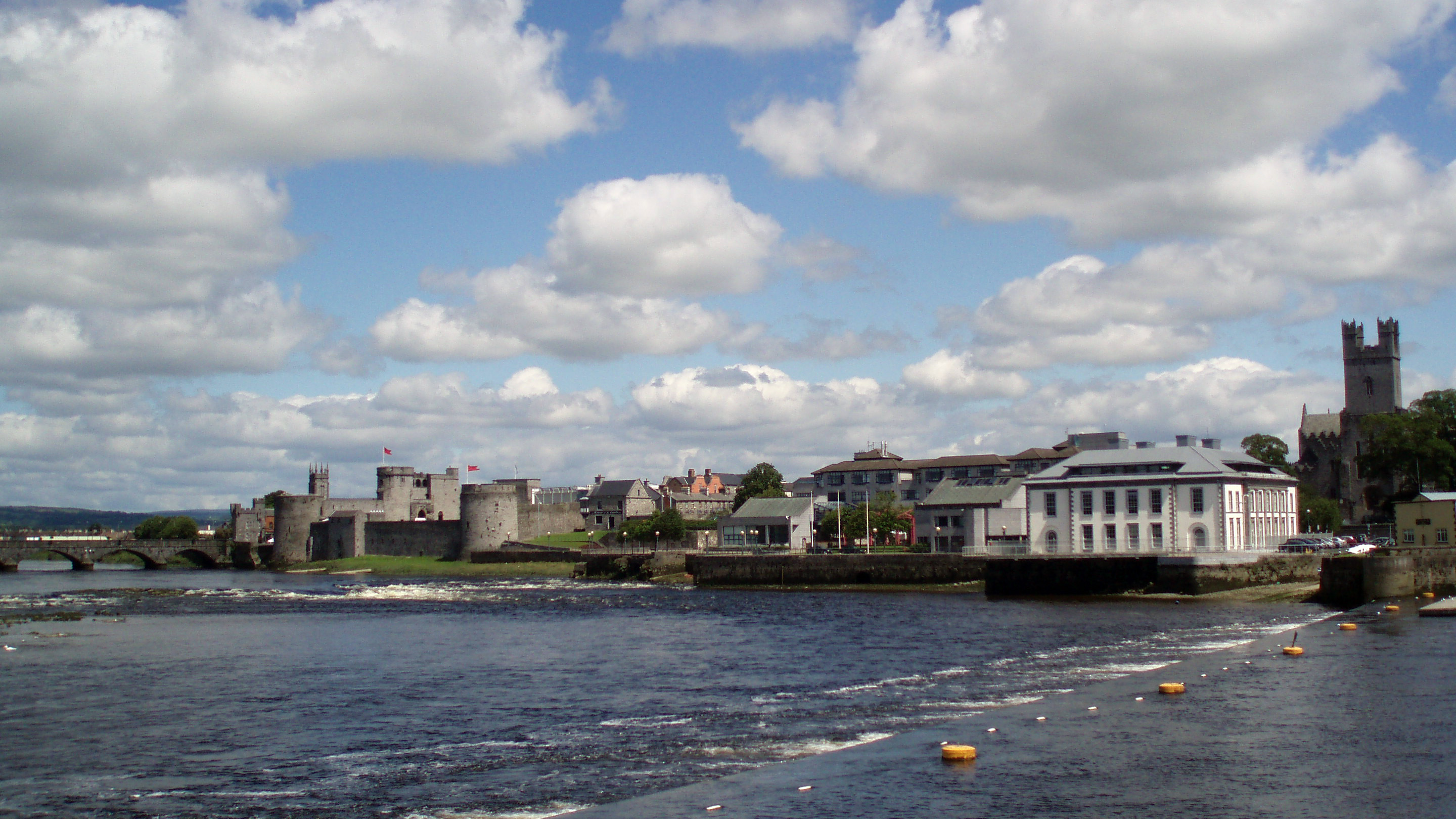
Pohled na město od řeky Shannon

Limerick (irsky Luimneach, počeštěně Limerik) je město na západě Irska v bývalé provincii Munster. Město leží na řece Shannon u jejího posledního brodu před jejím ústím do Atlantského oceánu.
Limerick je s přibližně 63 tisíci obyvateli třetím největším městem v Irské republice, v jeho metropolitní oblasti žije 162 413 obyvatel. Limerick je taktéž hlavním městem stejnojmenného hrabství.

## Geografie
Město, které má rozlohu 51,3 km² a leží v nadmořské výšce 10 m n. m., se nachází na ústí řeky Shannon. Podle Köppenovy klasifikace podnebí panuje v Limericku mírné oceánické podnebí – klasifikace Cfb. Průměrná teplota na stanici Shannon Airport dosahuje 10,1 °C, v lednu dosahuje 5,4 °C a v červenci 12 °C. Průměrné srážky činí 927 mm za rok.

## Historie
Počátky města se kladou do roku 812, kdy Vikingové opevnili King's Island. Ve 12. století Normané město přestavili a zbudovali zde hrad King John's Castle a katedrálu Panny Marie. Město bylo třikrát obléháno – v roce 1651 Oliverem Cromwellem a dvakrát na konci 17. století vojsky Viléma III. Oranžského. Od století 18. pak město začalo prosperovat a rychle růst. Další rozvoj město zaznamenalo od roku 1990 do ekonomické krize od 2007.

## Doprava

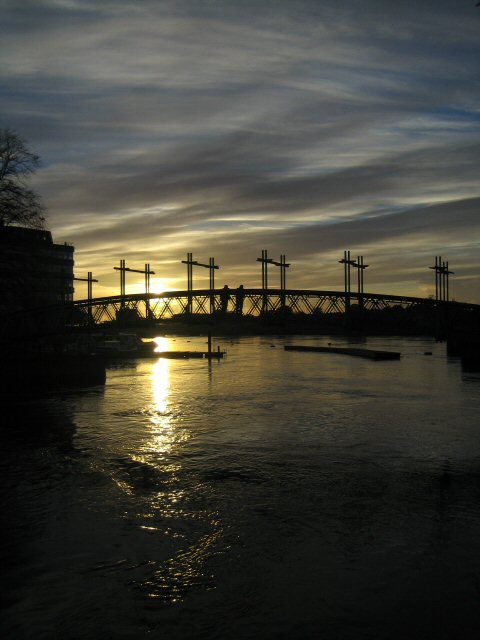
Most Sylvestera O'Hallorana

Poblíž města se nachází letiště Shannon, třetí nejvytíženější letiště v Irsku. Město je také významnou železniční a silniční křižovatkou. Městem procházejí silnice N18, N20, N21 a N24 a dálnice M7, M18 a M20. Silnice N18 na obchvatu města překonává řeku Shannon tunelem. Limerick je také přístavní město využívající příznivou polohu v ústí řeky Shannon.
Město používá spolu s celým hrabstvím SPZ L, do roku 2013 byla tato značka vyhrazena pouze pro město Limerick, zbytek hrabství používal značku LK.

## Sport
Ve městě působí od roku 1937 fotbalový klub Limerick FC.

## Partnerská města
- Kansas City, Spojené státy americké
- Limerick Township, Spojené státy americké
- Nový Brunšvik, USA
- Quimper, Francie
- Spokane, Spojené státy americké
- Starogard Gdański, Polsko